# 安威資脩
安威 資脩（あい すけなが、？－応安4年/建徳2年8月1日（1371年9月10日））は、南北朝時代の室町幕府の幕臣・歌人。安威有脩の子。子は安威親脩。法号を性遵、後に性威。
安威氏は摂津国島下郡安威荘の出身とみられる御家人の出で、本姓は安倍氏であったが、有脩の時代に妻の諏訪氏の姓である神氏に改めたとされる（『神氏系図』）。
父の有脩は鎌倉幕府で安堵奉行を務め、資脩も嘉暦3年（1328年）以降に鎌倉幕府の奉行人であった。鎌倉幕府の滅亡後は建武政権に仕えて雑訴決断所に加えられるが、間もなく北畠顕家が義良親王を奉じて奥州に下った際に陸奥将軍府の奉行の一人として随行し、陸奥国の国務に携わった。暦応元年（1338年）に顕家が戦死するまでその配下にあったとみられるが、翌2年（1339年）には出家して性遵の法号をもって室町幕府に出仕した。同年、足利尊氏は後醍醐天皇の冥福を祈るために天龍寺を建立した時に造営奉行の一人に任じられている。だが、足利直義が政務を行っている時期には重用されず、観応の擾乱以降は足利義詮の下で右筆や奉行の職を務め、延文元年（1356年）には政所の執事代に任ぜられ、続いて侍所の開闔に任じられた。義詮の時代には側近として重用され、孫の詮有は義詮の偏諱を受けている。義詮が没すると、将軍足利義満－管領細川頼之体制下で延暦寺を担当する山門奉行に任ぜられて評定衆に加えられた。応安元年（1368年）に延暦寺と南禅寺の対立が発生した際には、延暦寺に対して強硬な態度を示して、これに反発した僧兵たちが翌年には入京・強訴に及んでいる。その後も、応安4年（1371年）の「五山十刹以下住持事」制定時には担当奉行として五山十刹制度の確立に大きな役割を果たしたが、この年の8月1日に没した（『師守記』）。後を継いで奉行人として活躍していた孫の詮有は永徳元年（1381年）に突如出奔（『神氏系図』）し、安威氏は没落した。ただし、その後も室町幕府の奉公衆や細川氏傘下の摂津国の国衆に安威氏の名前があることから、奉行衆としての安威氏の没落後も、資脩の子孫が奉公衆に加えられて家名を維持したとみられる。
歌人としても知られ、勅撰和歌集である『新千載和歌集』（1995番）では「性遵法師」の名で、続く『新拾遺和歌集』（898番）・『新後拾遺和歌集』（832番）では「性威法師」の名で各一首採録されている他、足利義詮が貞治6年（1367年）に開催した新玉津島社歌合では、二条良基・佐々木道誉らと並んで召人とされている。特に連歌に才能を発揮し、佐々木道誉とともに賢俊の連歌サークルの常連であった（『賢俊僧正日記』文和4年5月24日条）他、佐々木道誉や救済、尊胤法親王、細川頼之の連歌会にも参加が確認されている。『菟玖波集』には28句が採用されており、そこに採録された最古のものが元応2年（1320年）に鎌倉で詠んだものであることから、森幸夫はこの頃の資脩は既に30歳前後で応安4年（1371年）の死去時には80歳を越えていたと推定している。